# Matsumaezuke
Matsumaezuke (松前漬け) er en marineret ret fra området Matsumae på den japanske ø Hokkaido.
Retten fremstilles af friske ingredienser fra Hokkaido. Surume (tørret bæksprutte) og konbu (tang) bliver vasket med en våd klud og skåret i tynde strimler med en saks. Kazunoko (tilberedt silderogn) bliver skåret i små stykker og gulerødder og ingefær i endnu mindre og tyndere strimler. Herefter blandes ingredienserne i en opkogt marinade af sake, sojasovs og mirin. Desuden kan der tilføjes chili. Derefter marineres det hele en uge på et køligt sted, indtil det er klar til at blive spist.